# Лаку-Серат (Біхор)
Лаку-Серат (рум. Lacu Sărat) — село у повіті Біхор в Румунії. Входить до складу комуни Помезеу.
Село розташоване на відстані 392 км на північний захід від Бухареста, 44 км на південний схід від Ораді, 94 км на захід від Клуж-Напоки, 144 км на північний схід від Тімішоари.

## Населення
За даними перепису населення 2002 року у селі проживали 70 осіб, усі — румуни. Усі жителі села рідною мовою назвали румунську.